# Melchior von Reidt

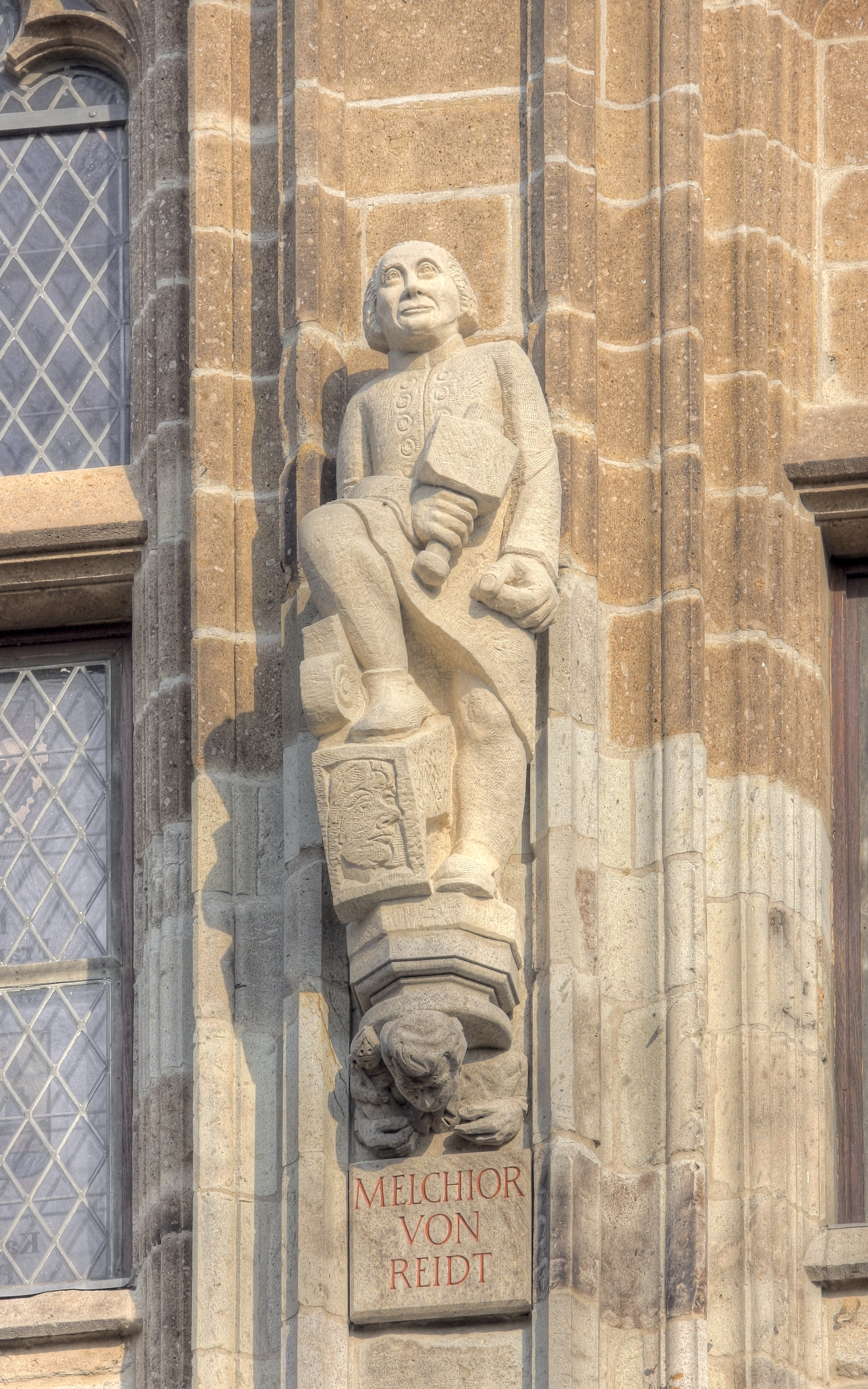
Figur von Melchior von Reidt auf dem Kölner Rathausturm

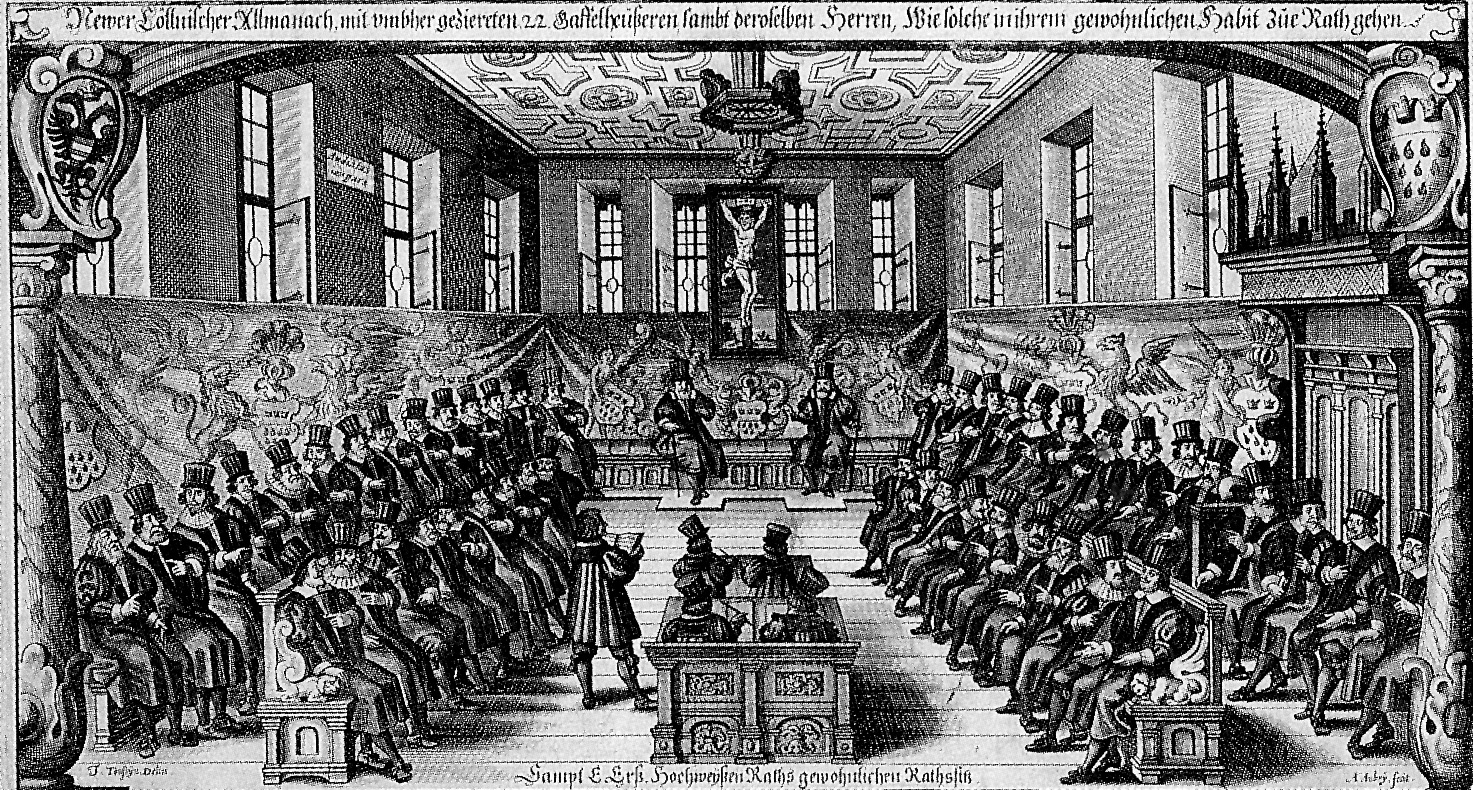
Der Senatssaal (1655) mit dem Gestühl von Reidts

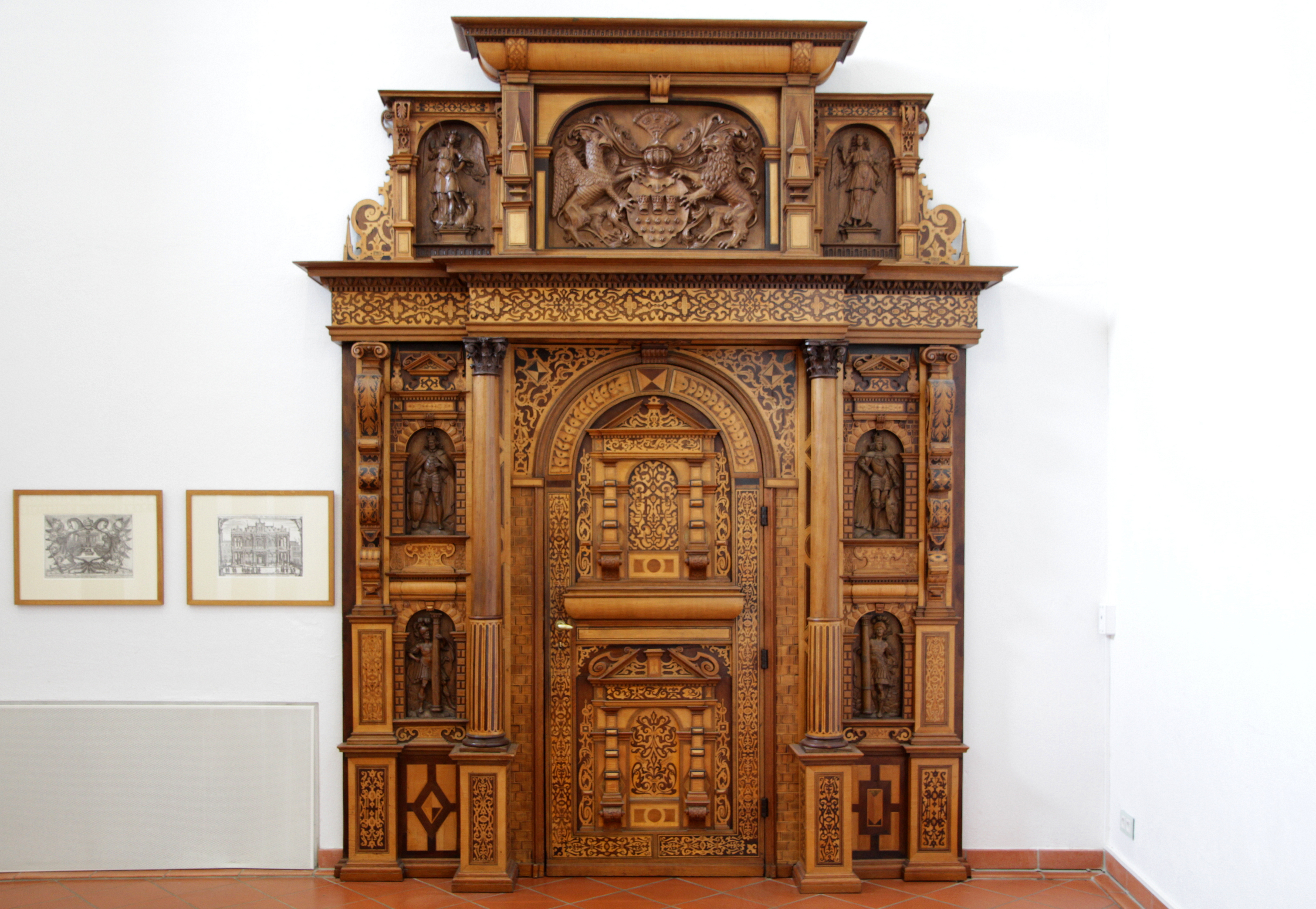
Portal (um 1602); Köln, Rathaus

Melchior von Reidt  (auch Melchior van Raedt oder Melchior van Rheidt; * vor 1590; † nach 1624) war ein Kunstschreiner in Köln.

## Leben
Melchior von Reidt kam 1590 aus Mainz nach Köln und schrieb sich in die Steinmetze-Gaffel ein, war aber als Kunstschreiner tätig. Mit seinen Arbeiten errang er sich in der Stadt ein hohes Ansehen als Meister seines Handwerkes.
Seine bekanntesten Werke waren prunkvolle Intarsienportale für das Kölner Rathaus sowie das Gestühl für die Ratsherren (heute Senatssaal), die er 1602 fertigstellte. Über die Bezahlung geriet er in Streit mit dem Kölner Rat, weshalb zwei „erfahrene Meister des Schnitzhandwerks“ aus Frankfurt am Main anreisten, um die Holzarbeiten zu begutachten. Sie schätzten den Wert zum Vorteil von Melchior auf 700 Reichstaler; daraufhin wurde der Vorwurf erhoben, er sei den beiden Männern entgegengeritten und habe sie bestochen.
Die Auseinandersetzung um die Bezahlung dauerte bis 1607. Bei diesem Streit stellte sich die Gaffel gegen ihr Mitglied Melchior von Reidt, wahrscheinlich weil die Organisation seiner Werkstatt die Regeln des bisherigen strengen Zunftsystems verletzte. So wurde er 1611 bestraft, weil er zu viele Gesellen beschäftige und erhielt 1614 sogar ein Arbeitsverbot.
Von Reidts Arbeiten gelten als Höhepunkt nicht nur der Kölner, sondern der gesamten deutschen Renaissanceschreinerei. Im Kölnischen Stadtmuseum befindet sich ein von ihm um 1610 geschaffener sogenannter „Kölner Überschrank“ mit der Geschichte der Susanna.
Von Reidt selbst, über dessen Person ansonsten wenig bekannt ist, galt als unangenehmer Mensch. In einem Ratsprotokoll aus dem Jahre 1624 wurde er als „unfriedlich und trunksüchtig“ beschrieben. Johann Jakob Merlo schrieb 1889, von Reidt habe „durch sein ‚stetiges Trinken und Schwärmen‘ scandalöse Auftritte“ verursacht.

## Gedenken der Stadt
Melchior von Reidt ist Teil des Figurenprogramms für den Kölner Rathausturm (Nr. 53, 2. OG). Die Plastik wurde von Bildhauerin Marlene Dammin geschaffen.